# Lewis Cook
Lewis John Cook (3 de febrer de 1997) és un futbolista professional anglès que juga de centrecampista per l'AFC Bournemouth i per l'equip nacional anglés.